# Aeroportul Rimatara
Aeroportul Rimatara (IATA: RMT, ICAO: NTAM) este un aeroport din Polinezia Franceză, Franța ce deservește zona Rimatara⁠(d). Aeroportul a fost tranzitat în 2022 de 10.097 de pasageri. A fost deschis în 27 februarie 2006 și numit după zona deservită.
Situat la o altitudine de 17 m, aeroportul dispune de o singură pistă.